# 258 Tyche
258 Tyche este un asteroid din centura principală, descoperit pe 4 mai 1886, de Robert Luther.